# فیکواریتروبیلین
فیکواریتروبیلین (به انگلیسی: Phycoerythrobilin) با فرمول شیمیایی C33H38N4O6 یک ترکیب شیمیایی با شناسه پاب‌کم 6443764 است. که جرم مولی آن ۵۸۶٫۶۷۸ گرم بر مول می‌باشد.